# Drogheda United Football Club
El Drogheda United Football Club (en irlandés: Cumann Peile Dhroichead Átha Aontaithe) es un club de fútbol de Irlanda, con sede en Drogheda, Condado de Louth. Fue fundado en 1919 y compite en la Premier Division, máxima categoría del fútbol irlandés.
La medialuna que aparece en el escudo del equipo recuerda la ayuda del sultán otomano Abdülmecid durante la gran hambruna que afectó a Irlanda durante la década de 1840.
El equipo es resultado de la fusión en el año 1975 de dos clubes de la ciudad, el Drogheda United FC, fundado en 1919, y el Drogheda FC, fundado en 1962. Desde entonces lograron ganar dos Copa Setanta Sports y una Copa de Irlanda. El punto culminante llegó, sin embargo, cuando se adjudicó su primera Liga de Irlanda el 19 de octubre de 2007, superando al Cork City en casa 2-1 con tres partidos aún por disputar.

## Historia
Desde la fusión (1975) que dio origen al club, el equipo ha obtenido sus mayores logros en competencias de copas de su país. Apenas un año después de la fusión el equipo logró llegar a la final de la Copa FAI, la que logró ganar el año 2005. 
En competencias de liga, destaca el subcampeonato logrado el año 1984, que les permitió acceder a la Copa UEFA, donde perdieron ante el equipo inglés Tottenham Hotspur por un expresivo 0-6/0-8. 

## Entrenadores
- Peter Farrell (1963-1964)
- Mick Lynch (1964-1965)
- Alf Girvan (1965-1966)
- Theo Dunne (1966-1967)
- Arthur Fitzsimons y Theo Dunne (1967-1969)
- Theo Dunne (1969)
- Mick Meagan (1969-1973)
- John Cowan (1973-1975)
- Jimmy McAlinden (1975-1978)
- Willie Roche (1978-1979)
- Shay Noonan (1979-1980)
- Ray Treacy (1980-1982)
- Tony Macken (1982-1985)
- Tony Reilly (1985-1986)
- Mick Lawlor (1986)
- Ciaran Maher (1987)
- Arthur Brady (1987-1988)
- Synan Braddish (1988-1989)
- Synan Braddish y Liam Brien (1989-1990)
- Liam Brien (1990-1992)
- Pat Devlin (1992-1993)
- Jim McLaughlin (1993-1996)
- Anto Whelan (1996-1997)
- Martin Lawlor (1997-1999)
- Eddie May (1999-2000)
- Harry McCue (2000-2003)
- Paul Doolin (2003-2008)
- Alan Mathews (2009-2010)
- Darius Kierans (2010)
- Paul Lumsden (2010)
- Brian Donnelly (2010)
- Bobby Browne (2010-2011)
- Mick Cooke (2011-2013)
- Robbie Horgan (2013-2014)
- Darius Kierans (2014)
- Damien Richardson (2014)
- Johnny McDonnell (2014-2015)
- Mark Kinsella (2015)
- Pete Mahon (2015-2017)
- Tim Clancy (2018-2021)
- Kevin Doherty (2021-)

## Palmarés

### Torneos nacionales
- Premier Division (1): 2007
- Copa de Irlanda (2): 2005, 2024
- Copa de la Liga de Irlanda (2): 1983-84, 2012
- Primera División de Irlanda (5): 1988-89, 1990-91, 1998-99, 2001-02, 2020
- Escudo de la Primera División de Irlanda (1): 1990-91
- Setanta Sports Cup (2): 2006, 2007

## Participación en competiciones de la UEFA
| Temporada | Torneo                | Ronda            | Club               | Ida | Vuelta | Global        |
| --------- | --------------------- | ---------------- | ------------------ | --- | ------ | ------------- |
| 1983–84   | UEFA Cup              | 1                | Tottenham          | 0–6 | 0–8    | 0–14          |
| 2006–07   | UEFA Cup              | Clasificatoria 1 | HJK                | 1–1 | 3–1    | 4–2 (t.e.)    |
| 2006–07   | UEFA Cup              | Clasificatoria 2 | IK Start           | 0–1 | 1–0    | 1–1 (10–11 p) |
| 2007–08   | UEFA Cup              | Clasificatoria 1 | AC Libertas        | 1–1 | 3–0    | 4–1           |
| 2007–08   | UEFA Cup              | Clasificatoria 2 | Helsingborgs IF    | 1–1 | 0–3    | 1–4           |
| 2008–09   | UEFA Champions League | Clasificatoria 1 | FC Levadia Tallinn | 2–1 | 1–0    | 3–1           |
| 2008–09   | UEFA Champions League | Clasificatoria 2 | FC Dynamo Kiev     | 1–2 | 2–2    | 3–4           |
| 2013–14   | UEFA Europa League    | Clasificatoria 1 | Malmö FF           | 0–0 | 0–2    | 0–2           |

### Récord europeo

#### UEFA Champions League
| Apariciones | J | G | E | P | GF | GC |
| ----------- | - | - | - | - | -- | -- |
| 1           | 4 | 2 | 1 | 1 | 6  | 5  |

#### UEFA Cup
| Apariciones | J  | G | E | P | GF | GC |
| ----------- | -- | - | - | - | -- | -- |
| 3           | 10 | 3 | 3 | 4 | 10 | 22 |

#### UEFA Europa League
| Apariciones | J | G | E | P | GF | GC |
| ----------- | - | - | - | - | -- | -- |
| 1           | 2 | 0 | 1 | 1 | 0  | 2  |

#### Total
| Apariciones | J  | G | E | P | GF | GC |
| ----------- | -- | - | - | - | -- | -- |
| 5           | 16 | 5 | 5 | 6 | 16 | 29 |